# Philip Whichelo
Philip Horace Whichelo (* 1905; † 1989) war ein britischer Porträtmaler und Bühnenbildner.

## Leben
Philip Whichelo stammte aus einer Künstlerfamilie, darunter der Marinemaler John Whichelo, der Maler und Fachautor Henry Mayle Whichelo (1800–1884), der Landschaftsmaler Henry Mayle Whichelo (1826–1867) und Mary Eleanor „Nellie“ Whichelo (1862–1959), die Chefdesignerin der Royal School of Needlework. Er war der Sohn von Horace Winder Whichelo (1860–1942), einem aktiven Krocketspieler, und der Constance Whichelo, geborene Walford (1871–1962), und war geschwisterlos.
Nach einer Anstellung im Zeichenbüro eines Architekten besuchte Philip Whichelo Kurse an der Putney School of Arts und der Hammersmith School of Art, wo er einige Preise im Bereich Porträtmalerei und Gestaltung gewann. Im Anschluss verdiente er sein Geld als professioneller Porträtmaler. Aus dieser Zeit stammen mehrere Porträts des befreundeten Quentin Crisp, mit dem er in jungen Jahren in Chelsea als „P und Q“ wegen ihres Auftretens in „unkonventioneller Kleidung“ geläufig war. Mit Crisp, der zur Zeit des Ersten Weltkriegs als professionelles Künstlermodell tätig zu werden begann, verband ihn auch später eine jahrzehntelange Freundschaft.
Über eine lokale Bühnenproduktion kam Whichelo zum Theater. Nach einigen Theaterengagements als Schauspieler, entschied er, dass er als Theaterdesigner geeigneter sei, als in der Funktion als Schauspieler. Infolge hatte er Aufträge für Bühnen- und für Fernsehproduktionen, unter anderem für die Fernsehverfilmung von Rutland Boughtons Oper The Immortal Hour im Alexandra Palace. In den vielen Jahren der Tätigkeit in diesem Bereich kam er mit namhaften Schauspielern in Berührung, darunter Sybil Thorndike, Vivien Leigh und Eric Portman. Seine vielfach gelobten Bühnenbilder fertigte er vor allem zwischen 1949 und 1964 in London für den Hovenden Theatre Club und den Gateway Theatre Club, an dem 1950 auch Peter Zadek inszenierte.
Schließlich zog er sich von der Bühne zurück und war wieder als Porträtmaler tätig. Seine Gemälde wurden in zahlreichen englischen Galerien ausgestellt.
Whichelo war ein Cousin des deutlich älteren Erzählers Edward Morgan Forster (E. M. Forster), den er schon als Kind häufig in Surrey bei dessen Mutter Lily, der Schwester seines Vaters, besuchte und nach dem Ersten Weltkrieg manchmal am King’s College besuchte, wo er von ihm ein Pastellporträt fertigte, als dieser um die 75 Jahre alt war. Das Bild wurde 1978 anlässlich der Forster-Ausstellung zu dessen 100-jährigem Geburtstag im British Museum gezeigt und befindet sich mittlerweile in der Conway Hall. Philip Whichelo erstellte als letzter Vertreter seiner Whichelo-Linie auch deren Stammbaum für Philip Nicholas Furbanks 1978 herausgegebener Forster-Biografie.
Er war Mitglied der um 1950 gegründeten Richmond Art Group (heute Richmond Art Society) in Richmond, Surrey, die seit 1951 ausstellt.

## Bühnenbilder (Auswahl)
- Womans Ward, Gateway Theatre Club, London 1949
- Marshall’s Aid, Gateway Theatre, London 1949–1950
- Murder Happens, Gateway Theatre, London 1949–1950 und Hovenden Theatre Club 1961
- The Golden Unicorn, Gateway Theatre, London 1951 und 1971[12]
- Sweet Nothing, Hovenden Theatre Club, London
- The Reliver,  Hovenden Theatre Club, London
- Burdalane, Gateway Theatre, London 1952
- The Judge’s Will, New Gateway, London 1956
- Hamlet, New Gateway Theatre Club, London 1958[13]
- The Drummer (The Haunted House), Hovenden Theatre Club, London 1961
- Let them Cry, Hovenden Theatre Club, 1961[14]
- Constant Lover, Hovenden Theatre Club, 1962[15]